# Holeby Sogn
Holeby Sogn 
ist eine Kirchspielsgemeinde (dän.: Sogn)
auf der Insel Lolland im südlichen Dänemark.
Bis 1970 gehörte sie zur Harde Fuglse Herred im damaligen Maribo Amt, danach zur Holeby Kommune im Storstrøms Amt, die im Zuge der  Kommunalreform zum 1. Januar 2007 in der Lolland Kommune in der Region Sjælland aufgegangen ist.
Im Kirchspiel leben 1463 Einwohner, davon 1399 im Kirchdorf (Stand: 1. Januar 2023).

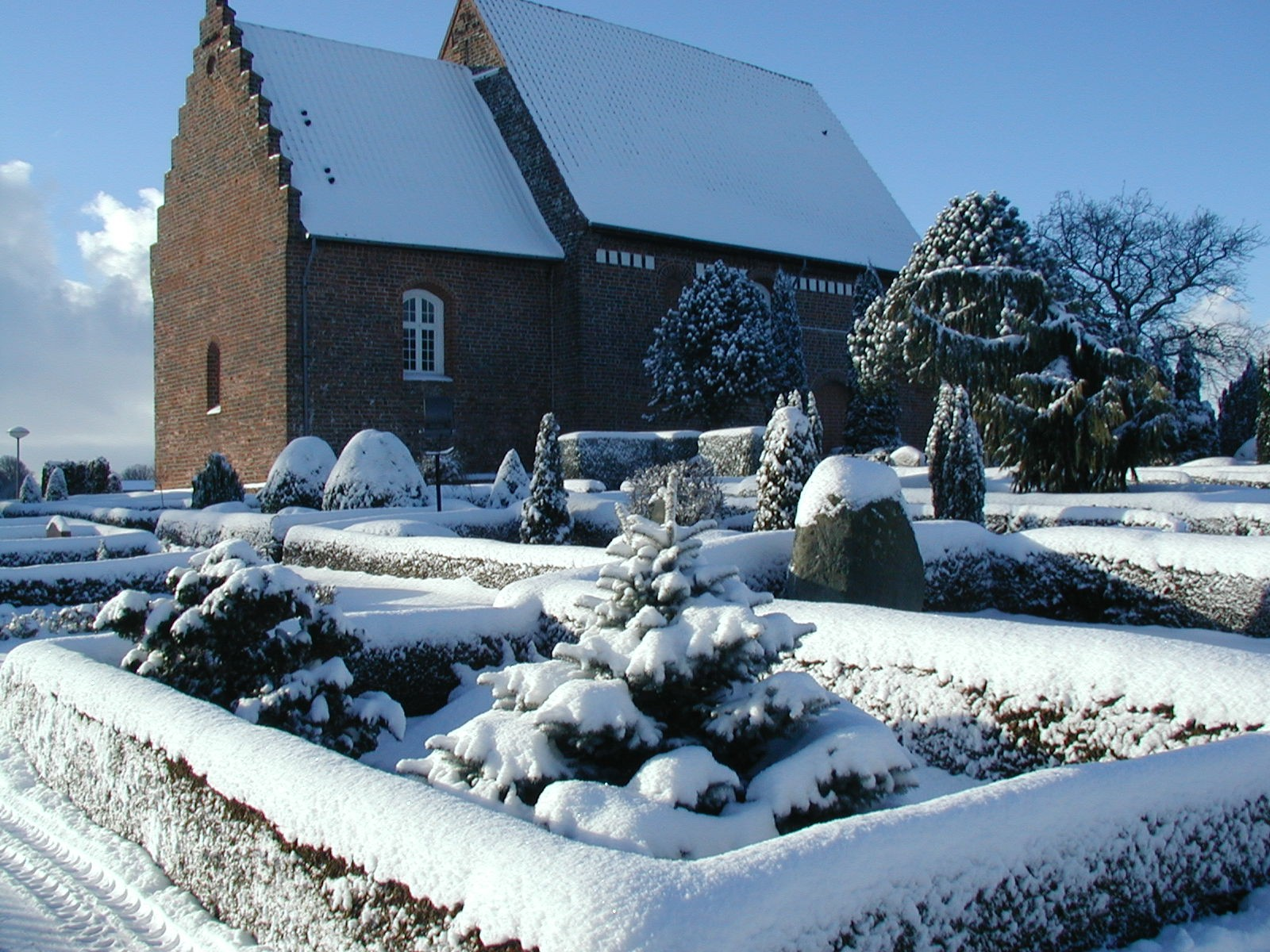
Holeby Kirke

Im Kirchspiel liegt die Kirche „Holeby Kirke“.
Nachbargemeinden sind im Norden Hillested Sogn und Bursø Sogn, im Osten Fuglse Sogn und Torslunde Sogn, im Süden Tågerup Sogn und im Westen Sædinge Sogn.